# ویکتور گرینیارد
فرانسوا اگوست ویکتور گرینیارد (به فرانسوی: François Auguste Victor Grignard) ‏(۶ مه ۱۸۷۱ - ۱۳ دسامبر ۱۹۳۵), شیمیدان فرانسوی و برنده جایزه نوبل شیمی سال ۱۹۱۲ است.
اهمیت وی به خاطر کشف ترکیبات آلی فلزی منیزیم است که به عنوان واکنشگر گرینیارد معروف بوده و در سنتز ترکیبات آلی مورد توجه بسیار قرار دارد.